# Leslie Holdridge
Leslie Rensselaer Holdridge (Ledyard, 29 settembre 1907 – Easton, 19 giugno 1999) è stato un biologo e climatologo statunitense.

## Biografia
Figlio di Samuel Eneas Holdridge e Phebe J. Holmes, si laureò in scienze forestali all'Università del Maine nel 1931 e fu Master of Science in ecologia nel 1946 all'Università del Michigan, dove ebbe il dottorato l'anno successivo.
Partecipò alle Cinchona Missions (1942-1945), organizzazione USA per la ricerca del chinino durante la seconda guerra mondiale. Nel 1947 definì il sistema a zone di vita di Holdridge, che fu il suo principale contributo.
Era il padre del compositore Lee Holdridge e di altri undici figli avuti dalla compagna costaricana Clara Luz Melendez.